# Erik Hellner
Erik Seved Johannes Hellner, född 26 juli 1894 i Torekovs församling, död där 15 augusti 1971, var en svensk tandläkare.
Erik Hellner var son till kontraktsprosten Anders Nilsson och systerson till Johannes Hellner. Efter studentexamen i Lund 1913 avlade han tandläkarexamen 1918. Hellner studerade krigsskador vid käklasarettet i Düsseldorf 1917. 1919 öppnade han praktik i Jönköping, vilken han 1926 flyttade till Djursholm, och från 1940 var han praktiserande tandläkare i Stockholm. Hellner tjänstgjorde vid Tandläkarinstitutet som assistent 1926–1927 och som tillförordnad laborator 1927–1931 samt var chef för Serafimerlasarettets tandpoliklinik från 1934. Hellner blev känd genom sina undersökningar rörande tandpulpan, där han särskilt intresserade sig för dess biologiska egenskaper, patologiska anatomi och sjukdomsbehandling, och i en rad uppsatser behandlade han pulpans förändringar utifrån experimentell synpunkt. Därutöver studerade han bland annat rotbehandlingen och tandrötan, särskilt tandrötan orsakad av kosten. Hellner var styrelseledamot i Svenska tandläkaresällskapet 1933–1935 och från 1941 samt tillhörde från 1931 redaktionen för dess organ Svensk tandläkaretidskrift, vars huvudredaktör han blev 1940. Han var även redaktör för tidskriften Acta odontologica scandinavica från 1941.